# هوبير مايرز
هوبير مايرز (بالإنجليزية: Hubert Myers)‏ (2 يناير 1875 - 12 يونيو 1944) هو لاعب كريكت أسترالي.

## وصلات خارجية
- هوبير مايرز على موقع إي آس بي آن كريك إنفو (الإنجليزية)